# 도라에몽의 등장인물 목록
도라에몽의 등장인물 목록에서는 《도라에몽》에 등장하는 등장인물에 대해 기술한다. 주인공의 이름과 성우를 알 수 있는 등장인물만 수록하였다
등장인물의 이름 (일본어 이름)
성우 : (1973년 성우) → (1979년 4월 ~ 2005년 3월 성우) → (2005년 4월 이후 성우) / 배우 : (일본 실사판 배우)
등장인물에 대한 설명
모든 배우는 동물혹성 연극이나 토요타 자동차 기업 CM에 나온 배우들을 뜻한다.
성우는 보통 위 3분기로 나누어지지만 그렇지 않은 캐릭터도 일부 존재하기 때문에 그러한 캐릭터는 위 "성우" 양식을 무시한다.

## 주요 인물
저자의 발언 및 관련 서적 등에서는 도라에몽이 주인공이 되는 경우가 많지만 초기에는 진구가 주인공으로 설정되기도 했다. 저자는 인터뷰 등에서 "도라에몽은 주인공이고 진구는 부주인공"이라고 발언한 후, 진구에 관해서는 저자의 자기 투영이며 독자가 공감을 가지기 쉬운 인물이라고 발언했으며 따라서 이야기의 주요 관점 인물은 진구가 되고 있다. 본편에서는진구를 중심으로 하여 전개되는 이야기가 전(全)작품 중 대부분을 차지하고 있지만 도라에몽을 중심으로 하여 전개되는 이야기도 적지 않게 존재한다.
도라에몽은 대부분 이야기에 등장하고 노비타는 모든 이야기에 등장하며 그 다음으로 등장 화수가 많은 인물(이슬이, 퉁퉁이, 비실이)들은 등장화수 200화 전후의 차이를 내고 있다. 그러나 TV 애니메이션에서는 5명의 주연(도라에몽, 진구, 이슬이, 퉁퉁이, 비실이)이 등장하는 화수의 차이가 나지 않는다.
또한 등장인물 소개 및 TV 애니메이션의 스텝 롤에서의 캐스팅 소개는 도라에몽이 처음으로 소개되었으며 노비타는 2번째로 소개되는 경우가 많다. TV 애니메이션의 자막 방송은 도라에몽의 대사는 주인공을 나타내는 노란색, 노비타의 대사는 부주인공을 나타내는 하늘색으로 표시된다.
도라에몽 (ドラえもん)
성우 : 故 토미타 코세이, 노자와 마사코 → 故 오오야마 노부요 → 미즈타 와사비 / 배우 : 장 르노 (토요타 자동차 기업 CM)
본작의 주인공으로 22세기의 고양이형 로봇이며 마쓰시바 공장에서 태어났다. 22세기에 있었을 무렵에 여자친구가 있었지만 그녀가 귀가 없어진 도라에몽을 보고 웃어서 헤어졌다. 너무 비참한 운명에 있고 자손에게 막대한 빚을 남긴 노비타를 도와서 역사를 바꾸기 위해 현대에 왔다. 미래의 비밀도구가 들어간 4차원 주머니를 가지고 있다. 도라야키를 좋아하며 쥐를 싫어한다.
노진구 (野比 のび太)
성우 : 故 오오타 요시코 → 故 오하라 노리코(1979년 7월에는 마루야마 히로코가 임시로 성우가 됨) → 오오하라 메구미 / 배우 : 사카모토 마코토 (연극 "노비타와 동물혹성"), 쓰마부키 사토시 (토요타 자동차 기업 CM)
본작의 부주인공이다. 8월 7일 출생. 초등학교 4학년의 남자아이(원작 초등학교 3학년).
공부도 운동도 서투른데다 그것을 극복하기 위한 노력도 게을리하는 등 옳지 않은 인간의 전형이지만 실제로는 "할 수 있다" 타입의 인간이며, 지적 장애를 앓고 있다. 평소에는 도라에몽과 비밀도구에 의지할 뿐이지만 때로는 자기 힘으로 끝까지 해결하려고 하는 심지가 강한 면도 있다.
어수룩한 면이 있지만 다른 사람이나 동물을 배려하는 친절과 동료들을 위해서라면 위험을 무릅쓰는 용기가 있으며 영화 등에서는 그런 면이 친구들의 마음을 움직이게 한다. 실뜨기와 사격이 특기이며, 누워서 잠들기까지의 최단 시간은 0.93초이다.

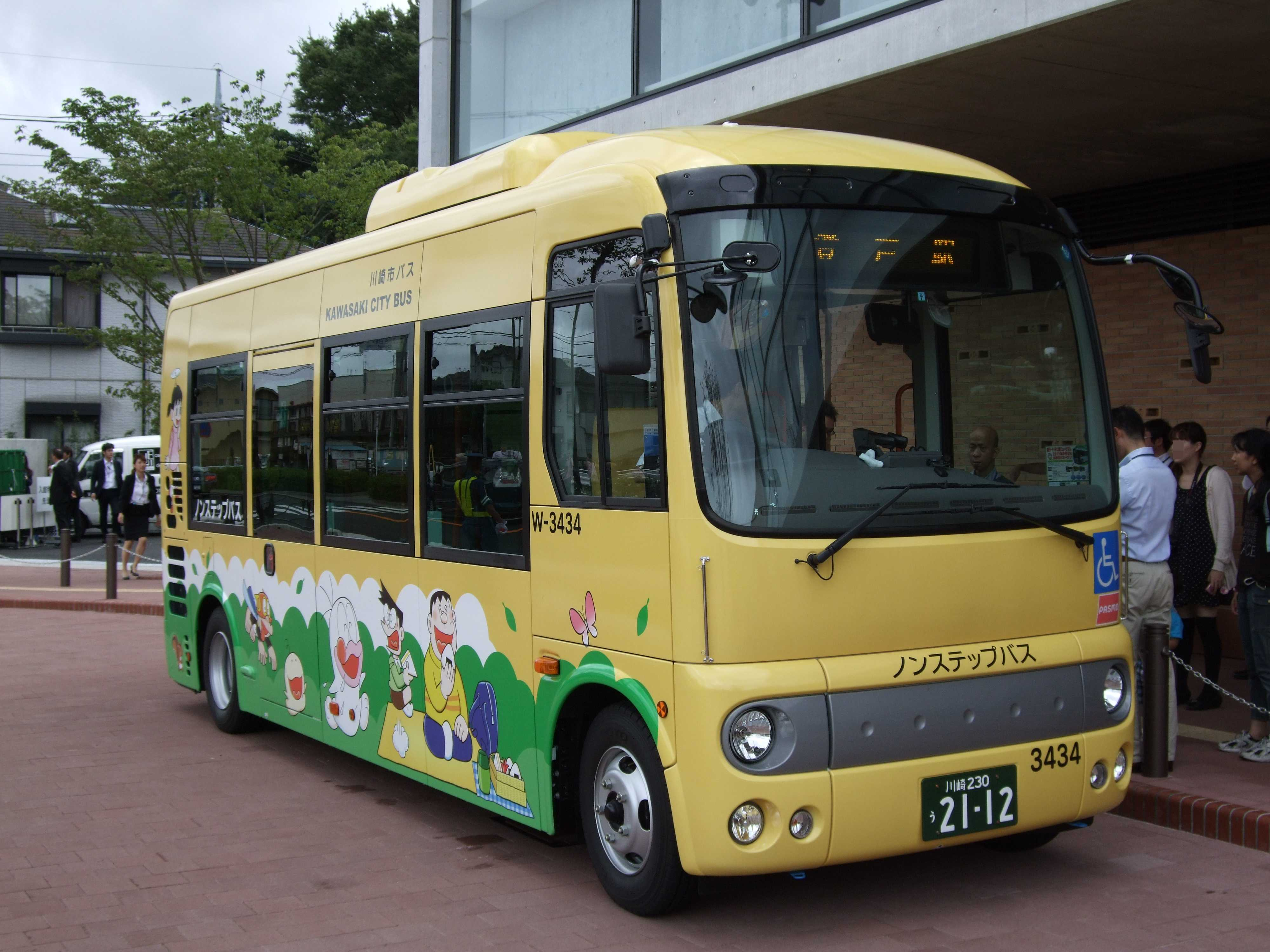
후지코 F. 후지오 뮤지엄 발착 버스에 사용되는 스네오(오른쪽 2번째)와 자이언의 그림(오른쪽)

신이슬 (源 静香)
성우 : 에비스 마사코 → 노무라 미치코 → 카카즈 유미 / 어린 시즈카 성우 : 사쿠마 레이 (2000년) / 배우 : 스보 레이코 (연극 〈노비타와 동물혹성〉) → 미즈카와 아사미 (토요타 자동차 기업 CM)
통칭 "시즈짱"(애니메이션에서는 "시즈카짱"). 5월 출생. 노비타가 짝사랑하는 학급 친구인 여자아이.
성적은 좋고 성실하고 상냥한 성격. 자주 목욕을 한다. 제일 좋아하는 음식은 군고구마이지만 이미지 다운을 걱정해 비밀로 하고 있다. 바이올린 연주를 배우고 있지만 연주 실력은 아첨을 해도 능숙하다고는 말하지 못하고 듣는이로 하여금 자이언의 노래에 필적할만큼 고통스럽다고 한다. 노비타를 난폭하게 대하는 자이언과 짖궂은 스네오를 꾸짖는 등 기가 강한 면도 있다. 1973년과 1979년 4월 2일의 첫 애니메이션화부터 2005년 3월 18일까지 32년에 걸쳐 갈색의 곱슬머리 스타일을 하고 있었지만 방송 기간 30년이 경과하고 같은 해 4월 15일부터는 흑발로 변경되었고 눈을 감으면 그림이 속눈썹과 함께 내려가는 것으로 변경되었다.
왕비실 (骨川 スネ夫)
성우 : 故 야시로 슌 → 故 키모츠키 카네타 (한 때 대역 : 타츠타 나오키 (1985.11 ~ 12)) → 세키 토모카즈 / 어린 스네오 성우 : 세키 토모카즈 (2000년의 영화) / 배우 : 고바야시 겐사쿠 (연극 〈도라에몽 노비타와 동물혹성〉) → 야마시타 도모히사 (토요타 자동차 기업 CM)
2월 출생. 노비타의 학급 친구인 남자아이. 신장이 낮고 컴플렉스하고 있다. 성격은 자기 현시 욕구 왕성한 나르시스트이며 매일 거울 앞에 서서 자신의 외모를 칭찬한다. 자이언에게 아첨하거나 노비타를 괴롭히는 등 아니꼬운 행동을 하기도 하며 도라에몽의 비밀도구를 강탈하고 그들에게 보복을 시도하는 경우도 많다.
집은 아주 부자이고 부친은 회사를 여러 개 경영하는 사장이다. 친구들에게 자주 자랑을 하지만 그 절반은 사실에 각색을 한 허풍이고 그것이 문제의 원인이 되는 경우도 종종 있다. 무선 조종기의 조종이나 프라모델의 제작 등에 자신이 있고 그 외에도 다양한 취미를 가지고 있다. 영화에서는 그 취미와 냉정하고 정확한 판단 능력을 살려 동료의 위기를 구하기도 한다.
만퉁퉁 (剛田 武)
성우 : 故 키모츠키 카네타 → 故 타테카베 카즈야 → 키무라 스바루 / 어린 타케시 성우 : 쿠지라 (2000년, 2004년의 영화) → 유키지 (2016.2) / 배우 : 와키 도모히로 (연극 〈노비타와 동물혹성〉), 오가와 나오야 (도요타 자동차 기업 CM)
통칭 "자이언". 6월 15일 출생. 노비타의 학급 친구인 남자아이. 클래스의 "골목 대장". 자기 중심적이고 난폭하지만 따뜻한 마음을 가지고 있기도 하다.또한 영화 등의 장편 작품으로는 의협심과 인정미가 넘치는 면이 강조되고 있다.
노래하는 것을 좋아하지만 듣기 힘들 정도의 고통을 주는 음치이다. 하지만 본인은 자신이 노래를 잘한다고 생각하고 주위에 들려준다. 종종 리사이틀을 열고 친구들을 강제로 참가하게 하기도 한다.
엄마로부터 자이언 리사이틀 및 노비타와 스네오 등에 대한 괴롭힘을 포함한 타인에게 폐를 끼치는 행위,도라에몽의 도구로 사고치기,가게(고다 상점)를 보라고 했는데 보지 않고 놀러나가는 일, 시험에서 0점을 받는 일들로 혼나기도 한다.
박영민 (出木杉 英才)
성우 : 故 시라카와 스미코 (1980. 4 ~ 2005. 3) → 하기노 시호코 (TV 아사히 아나운서 · 2005. 5 이후) / 청년기 성우 : 故 나야 로쿠로 (1989) → 故 시라카와 스미코 (1999년의 영화 《노비타의 결혼전야》) → 오오타키 신야 (2007) → 하기노 시호코 (2010년 《노비타의 결혼전야》 리메이크판)
노비타의 학급 친구인 남자아이. 플러스 4권 〈도라에몽과 도라미짱〉에서 최초로 등장했다. 4월 출생. 똑똑하고 운동도 잘하며 이름 그대로 "영재"이며 노비타와는 정반대의 존재이다. 가끔씩 시즈카와 사이좋게 지내는 것으로 노비타의 부러움을 사기도 하지만 노비타의 성실한 인품과 능력을 인정하기도 한다. 또한 도라에몽의 도구로 노비타에게 숙제의 정답을 공개하게 되는 경우도 자주 있지만 기본적으로는 노비타와 우호 관계를 구축하고 있다.
취미는 요리, 사생, 영화 감상, 그림 감상, 야구, 축구, 교환 일기, 곤충 관찰, 천체 관측, 독서, 연극, 펜팔 등 다수.

## 주요 인물의 친족

### 진구네 집
오진숙 (野比 玉子)
성우 :  故 오하라 노리코 → 치지마츠 사치코 → 미츠이시 코토노 / 소녀 시절 성우 : 치지마츠 사치코 → 故 카와카미 토모코 → 미츠이시 코토노 (2005. 4 이후) / 배우 : 사와다 이쿠코(연극 〈노비타와 동물혹성〉)
노비타의 모친. 38세. 전업 주부. 결혼 전의 성은 '가타오카'이다. 노비타와 도라에몽으로부터 ママ 마마[*](엄마라는 뜻의 유아어)라고 불린다. 동물을 싫어한다.
게으른 노비타에게 엄격하고 공부와 집안일을 우선시키기 위해 강제로 외출을 금지시키어 노비타를 고문 학대하여, 노비타의 사물을 마음대로 처분하는 경우가 많은 경향이며, 실제로, 노비타를 실제로 고문하는 경우도 적지 않다. 가끔씩 오만하고 히스테릭한 묘사를 보기도 하며, 훗날 시즈카(신이슬)의 시어머니로 노비스케 (2세)(노장돌)의 친할머니가 된다.
노석구 (野比 のび助)
성우 : 故 무라코시 이치로 (1973) → 故 카토 마사유키 (1979. 4 ~ 1992. 10) → 故 나카 요스케 (1992. 10 ~ 2005. 3) → 마츠모토 야스노리(2005. 4 이후) / 소년 시절 성우 : 故 오하라 노리코 (1979) → 야마다 에이코 (1984 ~ 1985) → 故 오하라 노리코 (1987) → 코바야시 유미코 (2005) → 오오모토 마키코 (2009) → 유우키 히로 (2010), 노자와 마사코 (2012년의 영화)
노비타의 부친. 회사원으로 일하고 있다. 노비타와 도라에몽으로부터 パパ(아빠라는 뜻의 유아어)라고 불린다.
아내인 타마코에 비해 도라에몽과 노비타에게 상냥하고 많이 봐준다. 아마 어렸을때부터 아버지인 노비루(노진구의 할아버지)밑에서 무섭게 자랐으며 상을타와도 칭찬을 받기는커녕 더 엄격하게 자란탓에 노비타(노진구)에게는 잘 대해주고 더 생각하는듯 하다. 그러나 공휴일이나 일요일날만 되면 골프 약속 때문에 가족 약속을 깨는 등 노비타랑 같이 지내는 시간이 별로 없어 사이가 그닥 좋지가 않으며, 노비타에게 거짓말을 하는 경우가 많다. 드물게 도박을 하거나 타마코로부터 혼나거나 말다툼을 할 때가 있다. 훗날 시즈카(신이슬)의 시아버지로 노비스케 (2세)(노장돌)의 친할아버지가 된다.
도라미 (ドラミ)
성우 : 요코자와 케이코 (1980.  ~ 2005. 3) → 치아키 (2006. 9 이후)
2114년 12월 2일 출생. 노비네 집의 로봇. 도라에몽의 여동생(실은 2번째 여동생 로봇이다). 오빠인 도라에몽과는 별거하며 22세기의 노비네 집에서 살고 있다. 노비타에게 도구를 빌려주는 것보다 자력으로 해결하도록 인도하고 있다.
오빠(도라에몽)보다 성능이 더 좋지만 너무 성실한 나머지 융통성이 없는 측면도 있다. 오빠가 실종되면 매우 걱정하기도 한다. 좋아하는 것은 멜론빵, 싫어하는 것은 바퀴벌레이다.
- 노비 노비루

진구의 친할아버지이다. 겉으로는 무섭고 엄격하지만 속으로는 아들 노비스케를 생각하고 잘되길 바라고있으며, 며느리인 오진숙(노진구의 엄마)에게도 엄격해서 무서운 시아버지이다. 진구가 출생하기 전에 돌아가신것을 보니 오진숙이 시집을 오자마자 돌아가셨다고 한다.
- 진구의 친할머니

진구의 할머니로 노비루(노진구의 친할아버지)랑 달리 상냥하고 화를 내지 않으며 며느리인 오진숙(노진구의 엄마)랑 손자인 진구에게 웃으면서 잘 대해주며, 우호적이였다. 진구가 초등학생에 입학할 때쯤 돌아가셨다.
- 노비 노비에

진구의 사촌이다.
- 진구의 외할머니

노비타(노진구)의 외할머니이자 노비스케(1세)의 장모다. 등장횟수가 적으며 딸인 노비타의 엄마와 닮았다.
- 진구의 증조할아버지

국내판이름은 노영길.
후손들(현재의 노비가의 사람들)에게 노비타가 헬리헤성을 피하는 과거의 그에게 튜브를 주었는데 헤성을 대피 할 때 쓰라고 나무 밑에 뭍는 역할로 등장.
이름은 노비키치로 노비타와 성격이 비슷하다.

### 진구의 자손
- 노장돌 (2세) (일본명 : 노비 노비스케)
- 노장돌 문서 참고.
  - 일본 : 故 오하라 노리코 (1979~2005), 카메이 요시코 (2005)

노진구와 신이슬의 아들. 아버지 진구와는 달리 똑똑하고, 힘까지 세다. 그래도 진구를 존경하는 아들이다. 이슬이의 아들이기도 하나 이슬이랑은 많이 닮진 않고 진구랑 훨씬 닮았다.
노장구 (野比セワシ)
성우 : 故 야마모토 케이코 → 故 오오타 요시코 (1980. 1 ~ 2005. 3) → 마츠모토 사치 (2005. 8 이후)
노비스케(2세)의 증손자이자 노비타(노진구)의 고손자. 2114년 출생. 22세기의 도쿄 시티(City) 네리마 블록(Block) 스스키가하라 스트리트(Street)에 사는 초등학교 4학년의 학생. 도라에몽을 노비타에게 보낸 장본인이다.
가챠코 (ガチャ子)
성우 : 故 호리 준코 (1973)
도라에몽의 첫 번째 여동생이었지만 그 후 존재가 말소되었다(저자 스스로 후일담에서 "없어진 것이다"라고 말했다). 노비타가 믿음직스럽지 못한 것을 우려한 세와시가 급히 도우미로 보낸 오리형 로봇이다. 비밀도구를 입에서 꺼낸다. 원작 연재 초기에 극히 짧은 기간동안 주연으로 등장했다.
TV 애니메이션 제1작에만 등장한다. 그러나 노비네 집이 아닌 미나모토네 집의 식객이라는 설정으로 변경되었다. 제2작2기에서는 2006년 6월 2일 방송된 〈자이코의 신작 만화〉에서 극중의 TV 화면에서 가챠코와 동일한 모습의 캐릭터가 찍혀 있다.
미니도라 (ミニドラ)
성우 : 키타가와 치에 (1990. 4) → 사쿠마 레이 (1994. 3 ~ 2005. 3) → 아카이 토마토 (2005. 10. 28 ~ 2009) → 카네모토 히사코 (2017.7 ~ )
도라에몽의 미니(소형)판. 평상시에는 도라에몽의 도구로써 4차원 주머니 안에 있다.
1973년, 잡지 《유치원》 3월호 게재의 〈하리에 그림책〉에 최초로 등장했다.

### 이슬이네 집
- 순이음
- 순이음 문서 참고.
  - 일본 : 요코자와 케이코  (1979.4~1981.8), 마츠바라 마사코 (1981.8~2005.3), 오리카사 아이 (2005.4~)
  - 한국 : 배정민 (MBC) →  이현주

이슬리의 어머니이다. 평소에는 상냥하지만 가끔씩 피아노 연습이나 시험에서 85점을 받은 것에 관련되어 이슬이를 꾸짖을 때가 있다. 남편으로부터 받은 300만엔 상당의 진주목걸이를 소중히 하고 있으며 이슬이와 같이 군고구마를 굽고 있는 것으로 보아 군고구마를 좋아하는 것으로도 추정된다. 훗날의 진구의 장모로 노장돌에게는 외할머니가 된다.
- 미나모토 요시오(源 義雄)
  - 일본 : ? (1979.5), 故 카토 마사유키 (1979.11~1980.3), 이케다 마사루 (1981.10), 故 쿠메 아키라 (1999.3, 도라에몽 노비타의 결혼전야), 타하라 아루노 (2005.7~)
  - 한국 :

이슬이의 아버지다. 훗날의 진구의 장인. 등장 횟수가 적고 게다가 등장할 때마다 얼굴이 다르다. 파이프를 피우고 있다. 보통은 이슬이네 집 문패에 "미나모토"라고 되어 있는데 딱 한 번만 문패에 "미나모토 요시오"라고 적힌 적이 있다. 직업은 회사원이나 정확한 직종은 알 수 없다. 이슬이가 진구와 결혼하는 날의 전날 밤, 진구의 인간성을 매우 높게 평가하였다. 원작(만화책)에서는 제1권 "일생에 1번은 백점을...", 제3권 "페로! 살아나!", 제22권 "무(無)사고로 다친 이야기", 제25권 "노비타의 결혼전야", 제36권 "전세 칩", 제44권 "10엔으로 뭐든지 스토어"등에 등장한다. 진구와 이슬이 사이에서 태어난 노장돌에게는 외할아버지이다.
- 미술 평론가 아저씨
  - 일본 : 시마 슌스케 (1980.10), 오가타 겐이치 (2010.1)

원작이든 애니메이션이든 "로봇이 그림을 평가한다면" 에만 등장한다. 매우 엄격하게 그림을 평가하지만 원작에서 만10세, 애니메이션에서 만11세나 되는 노비타에게 그의 그림을 보고 "이건 유치원 시절에 그린 거니?"라고 말했다.
- 페로
  - 일본 : 치바 잇신 (2005~)

이슬이가 키우는 애완견이다. 이슬이가 오래전부터 키웠다.

### 비실이네 집
- 왕진순

비실이의 아버지로 키가 작고 억만장자 사업가이다. 직업은 원작에 다양하게 나오지만 주로 사장으로 나온다. 사업은 날이 갈수록 번창하고 있으나 언제 망할 지 모르는 불운한 사업가이기도 하다. 많은 사장을 친구로 가지고 있으며 특히 예능 프로덕션과의 관계가 깊은 편이다. 취미는 골동품 수집이며 포르쉐 자동차를 좋아한다.  성은 호네가와로 추정되며 한국판에서는 왕씨 인 것으로 추정된다.
- 이미순

비실이의 어머니로 보석 수집이 취미인 만큼 보석을 걸치고 다닌다.  진구 엄마와 시비가 붙어 몸싸움을 한적도 있다.  또한 가끔씩 조깅 등의 운동을 하고 프랑스 요리를 하기도 한다.
- 왕비닐
  - 일본 : 타츠타 나오키 (1985), 카이다 유키 (2006)

비실이의 동생. 현재 미국 뉴욕에 있는 삼촌의 집에 거주하고 있으며 태어나서 계속 미국에서 살았다. 스네오는 미국에 가서야 스네쓰구를 가끔 만나지만 스네오가 허풍을 심하게 떨어 놓은 탓에 스네쓰구는 그 허풍을 믿고 스네오가 진짜 대단한 줄 알고 있으며 이 때문에 스네오를 마음 속 깊이 존경하고 있다. 스네오의 얼굴에 노비타의 헤어스타일을 한 외모이다. 미국에서는 주말마다 프랑스, 캐나다, 스페인, 브라질, 아르헨티나 등의 나라들을 여행한다고 한다.
- 왕비길

비실이의 사촌 형으로 대학생이고, 취미가 풍부하다, 하지만 딱히 장래희망은 없다고 한다.
- 비실이의 증조할머니
  - 일본 : 호리 아야코 (1997), 마야마 아코 (2012)

비실이의 아버지의 할머니이시다. 93세이시다. "거짓말을 하면 엔마님께 혀가 뽑힌다.", "먹자마자 바로 누우면 소가 된다.", "부모 욕하면 입이 구부러진다."등의 속담을 잘 사용하신다. 그래서 스네오로부터 "요즘 세상에 누가 그걸 믿어요?"라는 말을 듣는다. 단 것을 좋아하신다.
- 안나

### 퉁퉁이네 집
- 왕순수
  - 일본 : 아오키 카즈요 (1979. 4-2005. 3) → 타케우치 미야코 (2005. 4-)
  - 한국 : 이선주 (MBC) → 구민선 (8기까지), 이재현

퉁퉁이의 어머니. 진구가 사는 동네에서 잡화점을 운영하고 있다. 원작 만화에서는 건어물 가게나 채소 가게를 운영하기도 한다. 노비타나 시즈카 등 타케시의 친구들에게는 자상하지만 퉁퉁이에게는 아주 엄한 어머니이다. 자주 퉁퉁이에게 가게를 보도록 시킨다. NTV판 도라에몽에서는 고인으로 설정되어 있었다. 1932년 생으로 추정된다. 도라에몽에서 폭력범이다.
- 만만수
  - 일본 : 故 타테카베 카즈야 (1973), 故 카토 마사유키 (1979. 4-1980. 7), 故 시마카 유(1987.3), 故 고리 다이스케 (1993.4), 츠지 신파치 (2011.8)

퉁퉁이의 아버지. 우리나라에서는 등장 횟수가 적다. 일본의 경우도 1973년(의 일부 에피소드), 1970년 4월~1980년 7월(의 일부 에피소드), 1987년 3월(의 일부 에피소드), 1993년 4월(의 일부 에피소드), 2011년 8월(의 일부 에피소드)에서만 등장한다. 평범한 회사원이다.
- 만퉁순
  - 일본 : 故 오오타 요시코 (1979), 아오키 카즈요 (1979~2005), 야마자키 마사미 (2005~2012, 2013~), 야마다 후시기 (2012~2013) 녹음
  - 한국 : 홍소영 → 김성연 녹음

퉁퉁이의 여동생. 초등학교 1학년이다(애니에서는 2학년).  원래 성격은 난폭했으나 점차 온화한 성격으로 바뀐다. 꿈은 만화가이여서 만화 그리기를 좋아한다. 만화를 그릴 땐 필명인 쿠리스치네 고다(クリスチーネ 剛田)를 쓴다. 참고로 퉁순이의 일본판 본명이 알려지지 않은 이유는 원작자가 이 인물의 본명을 남기지 않은 채로 별세했기 때문이다 진구는 퉁순이를 여자로서는 광적으로 싫어한다. 1961년 생으로 추측된다.
- 뭉뭉이

퉁퉁이가 키우는 잡종견. 사나운 성격으로 진구를 보면 짖기도 하고 쓰레기 더미를 어지럽혀 놓거나 다른 집에서 물건을 훔쳐서 자신의 집 근처에 묻어두는 버릇이 있다. 언제는 타케시의 말을 안 들어서 가끔 쫓겨난 적도 있다.
- 퉁퉁이 큰아빠

유도유단자16단으로 퉁퉁이 큰아빠

### 영민이네 집
- 영민이의 엄마

영민이의 엄마. 
- 영민이의 아빠

영민이의 아빠. 
- 영민이의 아내
- 현대의 영민이네 집에서는 미등장.

영민이의 아내. 일본인이 아닌 외국인이다.

### 시즈카의 자손
- 노장돌

이글이의 아들 : 등장 횟수가 적고 이슬이와 매우 닮았다.
- 노장구

이슬이 본인은 세와시가 고손자 라는 건 평생 모르고 산다.
그냥 진구의 고손자라고 알고있다.
- 노비 ????

이름은 알 수 없어 ?로 표기했다.
장구의 사촌뻘 되는 아이이며
장구의 사촌이라면 이슬이의 고손녀다.
장돌이가 외동아들이것과 장구와 사촌관계인것까지 생각하면 진구와 이슬이의 증손자 때 부모님이 나뉜 것이다.
그런데 여자아이 인데 이슬이와 닮은 아이가 나올 수 있을까?
외모는 아빠 쪽에서 물려받은 것이므로 이슬이의 유전자가 전달된것이라고 추정할 수는 있다.
그럼 사촌은 부모님과 닮지 않은 듯하다.
아니면 도라에몽의 세계관에서는 이슬이와 닮은 사람들이 많이 공존하기 때문에 그런 여자가 결혼하여 된걸 수도 있다.
하지만 아무래도 가능하므로 이슬이의 유전자를 물려봤은 듯.
원래 장구와는 남이였지만 진구와의 결혼으로인해 장구와 사촌관계가 형성된 셈.
여담으로 이 아이는 장구와 퉁퉁이,비실이의 고손자와도 친구인 것을 보면 조상내내 친구 관계가 자손끼리 그대로 유지된 듯하다.

### 비실이의 자손
- 호네카와 스네키

비실이의 아들.
- 호네카와 미에요시

비실이의 고손자. 스네오와 매우 닮았다.

### 퉁퉁이네 자손
- 고다 야사시

퉁퉁이의 아들. 퉁퉁이와 닮았다.
별명은 자이츠비이다.
- 퉁퉁이의 고손자

퉁퉁이와 매우 닮았다.

### 영민이의 자손
- 데키스기 히데요
- 현대의 영민이네 집에서는 미등장.

영민이의 아들. 영민이가 화성 유인 탐사를 할 때 진구네 집에 맡겼는데 영민이의 아들이 이슬이와 같이 지내는 것을 진구가 타임텔레비전으로 보고 이슬이가 영민이와 결혼하고 자기는 다시 퉁순이와 결혼하게 되는 줄 알고 큰 충격에 빠진다.
- 영민이의 고손자

등장 횟수는 적지만 데키스기와 매우 닮았다.
아버지가 국무총리인 듯.(아마 데키스기(영민이)의 증손자로 추정된다.)                도우미는 파워에몽.

## 주변 어른
- 번개 할아버지

진구와 친구들이 자주 노는 공터 옆에 사시는 할아버지로 아이들이 공터에서 야구나 축구를 하면서 화분이나 유리를 자주 깨 골치를 앓고 있다. 화가 나면 엄청나게 분노한다.
- 코이케

- 호시노 스미레

## 로봇 학교
- 노라먀코

도라에몽의 첫 사랑이자 생명의 은인. 각종 공연을 하기 위해 만들어진 로봇으로 엄청난 인기를 갖고 있다. 폐기처분되어 용광로에서 떨어지는 도라에몽을 건져준 것이 인연이 되어 도라에몽과 연인이 된다. 로봇학교 졸업오디션에서는 발군의 기량을 선보여 사람들이 노라먀코를 서로 데려가려고 혈안이 되기도 했다.
- 데라오 다이
  - 한국 : 임경명

로봇학교의 교장. 다른 우수한 성능을 지닌 로봇과는 달리 생산 초기에 발생한 결함이 있는 도라에몽 때문에 골치를 썩지만 진심으로 도라에몽을 아끼기 때문에 이미 폐기처분 판정을 받은 도라에몽을 제자로 받아들이고 열심히 훈련시킨다.
- 로봇학교 공장장

로봇학교 부설 마쓰시바 로봇공장의 총책임자. 완벽주의자이다.
- 파워에몽

로봇학교에서 도라에몽의 동급생 단짝 친구이지만 전교꼴찌의 도라에몽과는 달리 전교 1등으로 졸업하고 일본의 대총리 대신의 아이를 양육하고 있다. 겉으로 보기에는 도라에몽을 바보 취급하는 것처럼 보지만 실제로는 도라에몽을 자신과 똑같은 존재로서 인정하고 깊이 신뢰하고 있다. 도색이 벗겨지기 전의 도라에몽의 외모에 정장을 입고 있다.
- 자이봇
  - 일본 : 타테카베 카즈야
  - 한국 : 최석필

도라에몽을 괴롭히는 덩치 큰 로봇. 개의 형상을 본따 만든 로봇이다. '2112년 도라에몽 탄생'에만 등장한다. 로봇학교 학생들 중에서 가장 힘이 세다고 말해도 과언이 아닐 정도로 힘이 가장 좋다.
로봇계의 타케시 라고 말해도 과언이 아니다.
국내판이름은 퉁이이다.
- 스네봇
  - 일본 : 키모츠키 카네타
  - 한국 : 이현주

도라에몽을 괴롭히는 덩치 작은 로봇. 체구는 작으며 닭의 형상을 본따 만든 로봇이다. '2112년 도라에몽 탄생'에만 등장한다. 팔이 날개이기 때문에 2족 보행과 비행 양쪽 모두 가능하지만 스네봇은 이동할 때 두 다리가 땅에 닿는 경우는 드물고 거의 날아서 이동한다. 특기는 수다와 비행.호네가와 스네오와 비슷하다.
국내판 이름은 실이이다.
- 도라 더 키드

도라에몽의 동급생. 성격이 무지 급하지만 뭐든 노력하는 성격을 갖고 있으며 사격을 광적으로 좋아한다. 로봇학교 졸업오디션에서는 경찰청에서 데려가 경찰관이 된다.
- 엘 마타도라

도라에몽의 동급생. 스페인 출신으로 동급생 중 가장 힘이 세다. 정오가 되면 무조건 잠드는 신체적 특징이 있다.
- 도라냥

도라에몽과 친한 분홍 몸의 동급생이다.

## 기타
- 닥터 로봇
  - 한국 : 심정민

도라에몽이 쥐에 의해 귀가 갉아먹히자 이를 치료하기 위해 도라에몽이 입원한 병원의 의사. 의료사고로 인하여 도라에몽의 귀를 완전히 없앤다.
- 후지코 F. 후지오
  - 한국 : 박서진

작가는 '2112년 도라에몽 탄생'에 스스로를 애니메이션화하여 등장시켰다. 밤새도록 아이디어를 구상하다가 잠이 들었고 도둑고양이의 훼방으로 잠에서 깼다. 방바닥에 굴러다니는 오뚝이 인형에 고양이의 얼굴을 대입시켜 도라에몽을 탄생시켰다.
- 피스케

도라에몽 게스트로 도라에몽 노비타의 공룡과 극장판 도라에몽: 진구의 공룡대탐험에만 등장한다. 본래 1억년 전에 사는데 노비타가 공룡알 화석을 가지고 와서, 타임보자기로 1억년 전 상태로 되돌려서 현대의 일본 도쿄도 교외에 와버린다.
- 키보

도라에몽 노비타와 초록의 거인전에 등장한다. 그러나 본편에서도 2번 등장(오오야마판, 미즈타판)한다.